# Fontenay-le-Comte
Fontenay-le-Comte este un oraș din Franța, sub-prefectură a departamentului Vendée, în regiunea Pays de la Loire. Este înfrățit cu comuna Diosig din Județul Bihor.

## Personalități născute aici
- François Viète (1540 - 1603), matematician.

1. ↑  répertoire géographique des communes, accesat în 26 octombrie 2015
2. ↑  dataset of postal codes in France, 1 octombrie 2018